# Peter Criss (album)
Peter Criss is een soloalbum van Peter Criss dat verscheen op 18 september 1978 en werd geproduceerd door Vini Poncia. Peter Criss was toen de drummer van de hardrockband Kiss.
Het album werd tegelijkertijd met soloalbums van de drie (toenmalige) andere leden van Kiss uitgebracht.
Er zijn twee singles van uitgebracht: Don't You Let Me Down en You Matter to Me.

## Nummers
1. "I'm Gonna Love You" (Peter Criss, Stan Penridge)
2. "You Matter to Me" (Vini Poncia, Michael Morgan, John Vastano)
3. "Tossin' and Turnin'" (Ritchie Adams, Malou Rene)
4. "Don't You Let Me Down" (Criss, Penridge)
5. "That's the Kind of Sugar Papa Likes" (Criss, Penridge)
6. "Easy Thing" (Criss, Penridge)
7. "Rock Me, Baby" (Sean Delaney)
8. "Kiss the Girl Goodbye" (Criss, Penridge)
9. "Hooked on Rock 'n' Roll" (Criss, Penridge, Poncia)
10. "I Can't Stop the Rain" (Delaney)